# Prager Manifest (Esperanto)
Das Prager Manifest (esperanto Manifesto de Prago) ist ein während des 81. Esperanto-Weltkongresses in Prag, Juli 1996 vom Esperanto-Weltbund präsentiertes Manifest, welches weit verbreitete Ziele und Prinzipien der Esperanto-Bewegung betont. Diese umfassen:
1. Demokratie – dabei wird postuliert, dass ein  internationales Kommunikationssystem  demokratischer sei, wenn Esperanto verwendet würde, da es allen Konkurrenten überlegen sei
2. Transnationale Erziehung – dies wird begründet mit der These, dass mit der Erziehung in einer Sprache ein bestimmtes Weltbild vermittelt würde, während beim Erlernen des Esperanto ein besseres Weltbild vermittelt würde
3. Erfolgreichen Sprachunterricht – es werden mehrere Untersuchungen erwähnt, wonach Esperanto das Erlernen weiterer Fremdsprachen erleichtert
4. Mehrsprachigkeit – es wird dargelegt, dass jeder Esperantist zweisprachig sei, da er ja neben seiner Muttersprache Esperanto gelernt habe. Damit werde der Horizont erweitert.
5. Sprachliche Rechte – es wird behauptet, es gebe eine ungleiche Machtverteilung der Sprachen, wogegen Esperanto helfen könne.
6. Sprachenvielfalt – bei diesem Punkt wird unterstellt, dass nationale Regierungen Sprachenvielfalt als etwas Negatives ansehen, dies führe zum Aussterben von Sprachen und Esperanto dagegen zur Sprachenvielfalt.
7. Emanzipation der Menschheit – damit ist gemeint, dass der ausschließliche Gebrauch von Nationalsprachen unausweichlich Hindernisse aufwirft, sich frei auszudrücken, zu verständigen und zusammenzutun.